# Portlandvliegascement
Portlandvliegascement is een cement waarbij de Portlandklinker tegelijk met uitgeselecteerde fijne vliegassen wordt gemalen (ongeveer 20% vliegas en 75% Portlandklinker, de rest is gips CaSO4.2H2O).
Vliegas van antractiekolen is puzzolaan, dat wil zeggen dat het tezamen met kalk en water cementeerde eigenschappen heeft, maar niet zo sterk als gegranuleerde Slak (metallurgie)hoogovenslak of micro silica. De kalk die daarvoor nodig is ontstaat weer bij de chemische reactie van cement met water.